# 仿译
仿译又称仿造，是一种借用外来语的翻译方式，将外来词以词或词根为单位逐个翻译，参照語法和構詞原理重新组装。

## 仿译詞例

### 中文
仿译是中文接受外来语的重要方式。
- 藍牙
- 洗钱
- 黑莓
- 超人
- 跳蚤市场（英語：flea market）
- 冷战
- 浣熊
- 共軛
- 世界

### 英语
- （字面义“有跳蚤的市场”）
- （中文“走狗”）
- （中文“洗脑”）

### 印尼语
- （醫院，字面义“生病的屋子”）